# Ermida de Santo António (Fontinhas)
A Ermida de Santo António é uma ermida portuguesa localizada na freguesia das Fontinhas, concelho da Praia da Vitória, nos Açores. Faz parte do Inventário do Património Histórico e Religioso da Praia da Vitória e remonta ao século XIX.
Trata-se de uma construção sobranceira à estrada e é formado por corpo principal, corpo da capela-mor, um pouco mais estreito que o corpo principal e uma sacristia encostada à fachada lateral direita da capela-mor. Os corpos desta ermida são todos de planta rectangular e com um único piso. A fachada principal da ermida apresenta um óculo circular sobre a porta axial, e foi rematada por uma cornija ondulada e encimada no topo por uma cruz.
Na cornija, do lado direito, situa-se um campanário de pequena dimensão que é formado por duas pequenas colunas que apresentam secção quadrangular e são encimadas por um arco de volta perfeita rematado por um pináculo. Na fachada lateral esquerda, além de uma porta, existe uma janela de sacada com consola de pedra e guarda em ferro fundido.
O edifício encontra-se rebocado e caiado a cal de cor branca com a excepção do soco, dos cunhais e das molduras dos vãos que são pintados de cinzento e preto. As coberturas apresentam-se com duas águas em telha de aba e canudo, tendo a cobertura da sacristia apenas uma água. O acesso ao adro da ermida faz-se por intermédio de uma larga escadaria lateral à ermida.
Segundo um rol publicado pelo bispado de Angra, esta ermida ficou muito danificada em resultado do terramoto de 1 de Janeiro de 1980.